# Broby-Emmislövs församling
Broby-Emmislövs församling är en församling i Göinge kontrakt i Lunds stift. Församlingen ligger i Östra Göinge kommun i Skåne län och utgör ett eget pastorat.

## Administrativ historik
Församlingen bildades 2014 genom sammanläggning av Östra Broby församling och Emmislövs församling och utgör därefter ett eget pastorat.

## Kyrkor

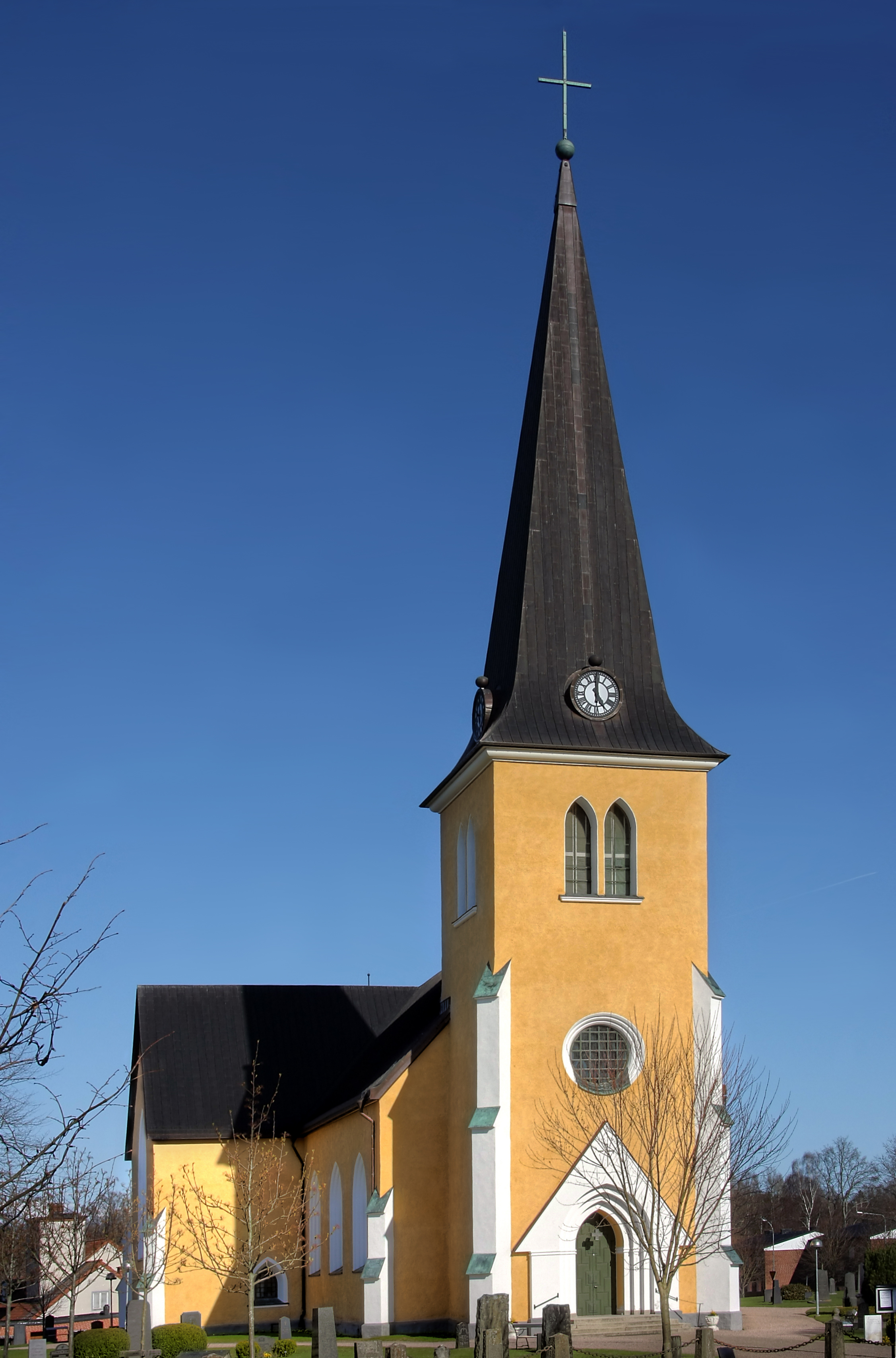
Östra Broby kyrka
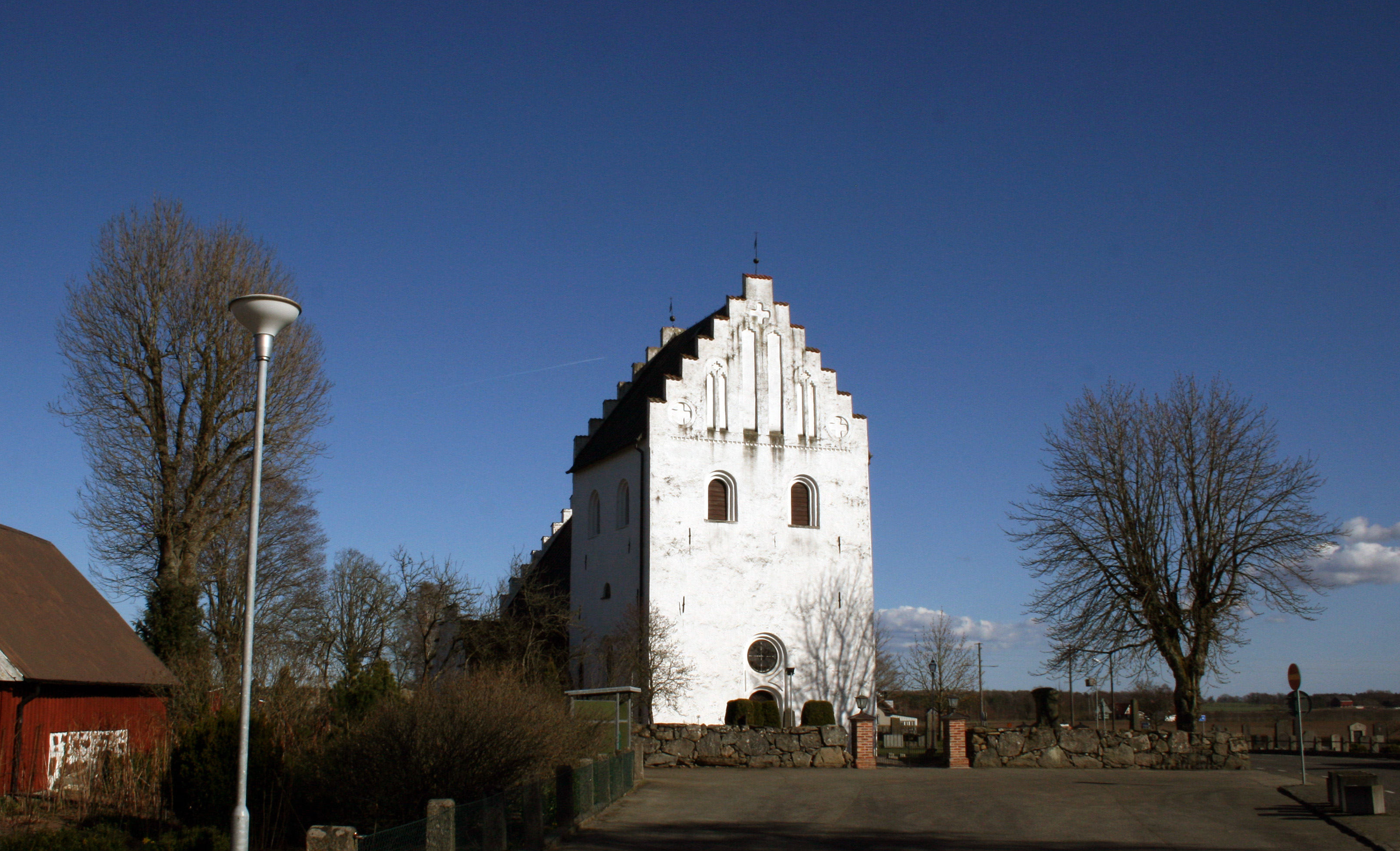
Emmislövs kyrka